# Открытое правительство (организация)
Откры́тое прави́тельство (Open Government Partnership, OGP) — международная организация, официально учреждённая 20 сентября 2011 года с целью утверждения идеалов открытого государства: развития административного профессионализма, открытого гражданскому контролю.
В создании организации участвовали 8 стран: США, Великобритания, Бразилия, Норвегия, Индонезия, Мексика, Филиппины, ЮАР. Первое заседание организации «Открытое правительство» состоялось в Бразилии 17—18 апреля 2012 года.
Условием вступления в организацию является принятие декларации «Открытого правительства».

## Финансирование
Открытое правительство получает денежные средства от стран-участниц, спонсоров и партнёров по развитию.

### Взносы стран-участниц
В мае 2014 года было принято решение о том, что все участвующие правительства должны внести свой вклад в бюджет открытого правительства. Взносы основываются на уровне дохода каждой страны-участницы (в соответствии с данным Всемирного банка).

## Участвующие страны

### Участники
- Афганистан
- Албания
- Аргентина
- Армения
- Австралия
- Босния и Герцеговина
- Бразилия
- Болгария
- Буркина-Фасо
- Кабо-Верде
- Канада
- Чили
- Колумбия
- Коста-Рика
- Берег Слоновой Кости
- Хорватия
- Чешская Республика
- Дания
- Доминиканская Республика
- Сальвадор
- Эстония
- Финляндия
- Франция
- Грузия
- Германия
- Гана
- Греция
- Гватемала
- Гондурас
- Индонезия
- Ирландия
- Израиль
- Италия
- Ямайка
- Иордания
- Кения
- Латвия
- Либерия
- Литва
- Люксембург
- Малави
- Мальта
- Мексика
- Молдова
- Монголия
- Черногория
- Нидерланды
- Новая Зеландия
- Норвегия
- Пакистан
- Панама
- Папуа — Новая Гвинея
- Парагвай
- Перу
- Филиппины
- Румыния
- Северная Македония
- Сербия
- Сьерра-Леоне
- Словацкая Республика
- Южная Африка
- Южная Корея
- Испания
- Шри Ланка
- Швеция
- Тринидад и Тобаго
- Тунис
- Украина
- Великобритания
- США
- Уругвай

### Бывшие члены
- Азербайджан
- Венгрия
- Танзания
- Турция

### Приемлемые страны
Следующие страны продемонстрировали, что они отвечают минимальным критериям приемлемости и имеют право присоединиться к открытому правительству:
- Ангола
- Австрия
- Бельгия
- Бутан
- Эфиопия
- Гайана
- Исландия
- Индия
- Япония
- Казахстан
- Кыргызская Республика
- Мозамбик
- Намибия
- Непал
- Никарагуа
- Нигерия
- Польша
- Португалия
- Россия
- Руанда
- Словения
- Швейцария
- Таиланд
- Уганда
- Замбия